# Szczawin (powiat płoński)
Szczawin – wieś sołecka w Polsce położona w województwie mazowieckim, w powiecie płońskim, w gminie Nowe Miasto.
W skład sołectwa wchodzą wsie Szczawin – Adamowo.
Prywatna wieś szlachecka Szczawino położona była w drugiej połowie XVI wieku w powiecie nowomiejskim ziemi zakroczymskiej województwa mazowieckiego. W latach 1975–1998 miejscowość należała administracyjnie do województwa ciechanowskiego.